# Dinastia Zhou occidentale

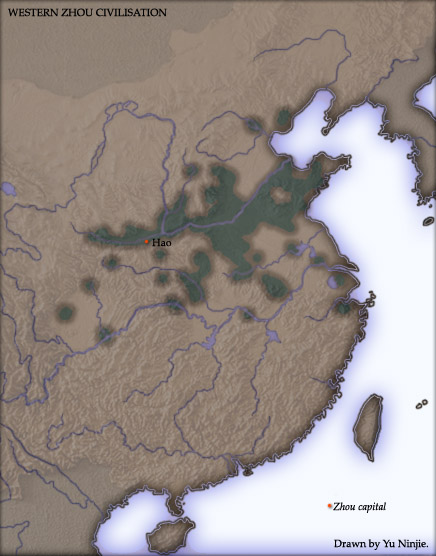
Confini della Dinastia Zhou occidentale

Nella storia della Cina la dinastia Zhou viene generalmente suddivisa in due periodi. Il primo periodo va dalla fondazione della dinastia nell'XI secolo a.C. fino al 771 a.C. e viene denominato il periodo della Dinastia Zhou occidentale. Il periodo dal 770 a.C. fino all'abdicazione dell'ultimo re Zhou nell'anno 256 a.C. viene definito come Dinastia Zhou orientale.
Le definizioni orientale od occidentale derivano dalle rispettive capitali di entrambi i periodi. La dinastia Zhou occidentale aveva come capitale una località nelle vicinanze dell'attuale Xi'an nella provincia dello Shaanxi, mentre la dinastia Zhou orientale aveva costituito la propria capitale nell'orientale Luoyang nell'attuale provincia dello Henan.
Recentemente, nuovi studi sulle iscrizioni dell'epoca hanno fatto spostare la data tradizionale di inizio della dinastia Zhou dal 1122 a.C. al 1045 a.C.

## Storia
La tribù Zhou sarebbe già vissuta ai tempi della dinastia Xia nell'ovest dell'attuale provincia dello Shaanxi. Come tutte le case reali e principesche dell'antichità cinese il loro lignaggio derivava da un antenato leggendario o da un re saggio. Il cognome degli Zhou è Ji (姬).
Durante la dinastia Shang gli Zhou si rafforzarono sempre di più. Si insediarono nel territorio fertile al centro dello Shaanxi, i successi agricoli posero la prima pietra per la loro ascesa. Al rafforzamento economico seguì quello politico e militare. Tramite parecchie campagne militari riuscirono a respingere i nomadi del nord e ad espandersi ulteriormente verso Ovest fino a raggiungere lo Sichuan attuale. Anche sul piano politico la loro influenza crebbe tanto che molte popolazioni confinanti si associarono politicamente agli Zhou. Questo portò inevitabilmente al conflitto con la dinastia Shang, che dovette inviare a ovest spedizioni militari punitive.

Nella decisiva battaglia di Muye i resti dell'esercito dell'ultimo re Shang Di Xin si consegnarono agli Zhou. Il re Wu (1046 a.C.-1043 a.C.) fu il fondatore della dinastia Zhou.
Il governo Zhou fu inizialmente instabile, nonostante la sottomissione di varie popolazioni barbare. Gli Zhou stabilirono la capitale a Zongzhou/Hao nella valle di Wei (Shanxi) e fondarono il loro potere su un sistema che viene definito feudale, e che con termine cinese è chiamato Fēngjiàn zhìdù  (封建制度). Il territorio degli Zhou era formato da un insieme di piccole città-stato. Ufficiali e funzionari non venivano pagati, ma ricevevano doni dal re, spesso terre assegnate in modo semi-permanente. Questo portò alla formazione di un'aristocrazia che spesso rivendicava la sua autonomia e si ribellava al re. Solo verso la fine della dinastia Zhou il regno degli Zhou venne progressivamente centralizzato, con un maggior controllo da parte del governo centrale sulle amministrazioni locali.
Il secondo re Zhou Cheng (1042 a.C.-1021 a.C.) fronteggiò numerose ribellioni. Durante il suo regno sarebbe stata introdotta la moneta in rame.
Il re Mu (1001 a.C.-946 a.C.) introdusse un codice penale che prevedeva la possibilità di commutare le pene corporali in pene pecuniarie. In questo periodo, gli Zhou si scontrarono con i Quanrong nel Nordovest e secondo le fonti si sarebbe spinto fino al bacino del Tarim. Si tratta di un'epoca di espansione e colonizzazione in tutte le direzioni.
Il re Li (878 a.C.-827 a.C.) fu costretto a lasciare la capitale a seguito di una rivolta. 
Il suo successore Xuan (827 a.C.-782 a.C.) venne incoronato in esilio.
L'ultimo re della dinastia occidentale fu You (781 a.C.-771 a.C.), che non seppe fermare l'avanzata degli invasori barbari. La capitale fu conquistata e saccheggiata.

## Società ed economia

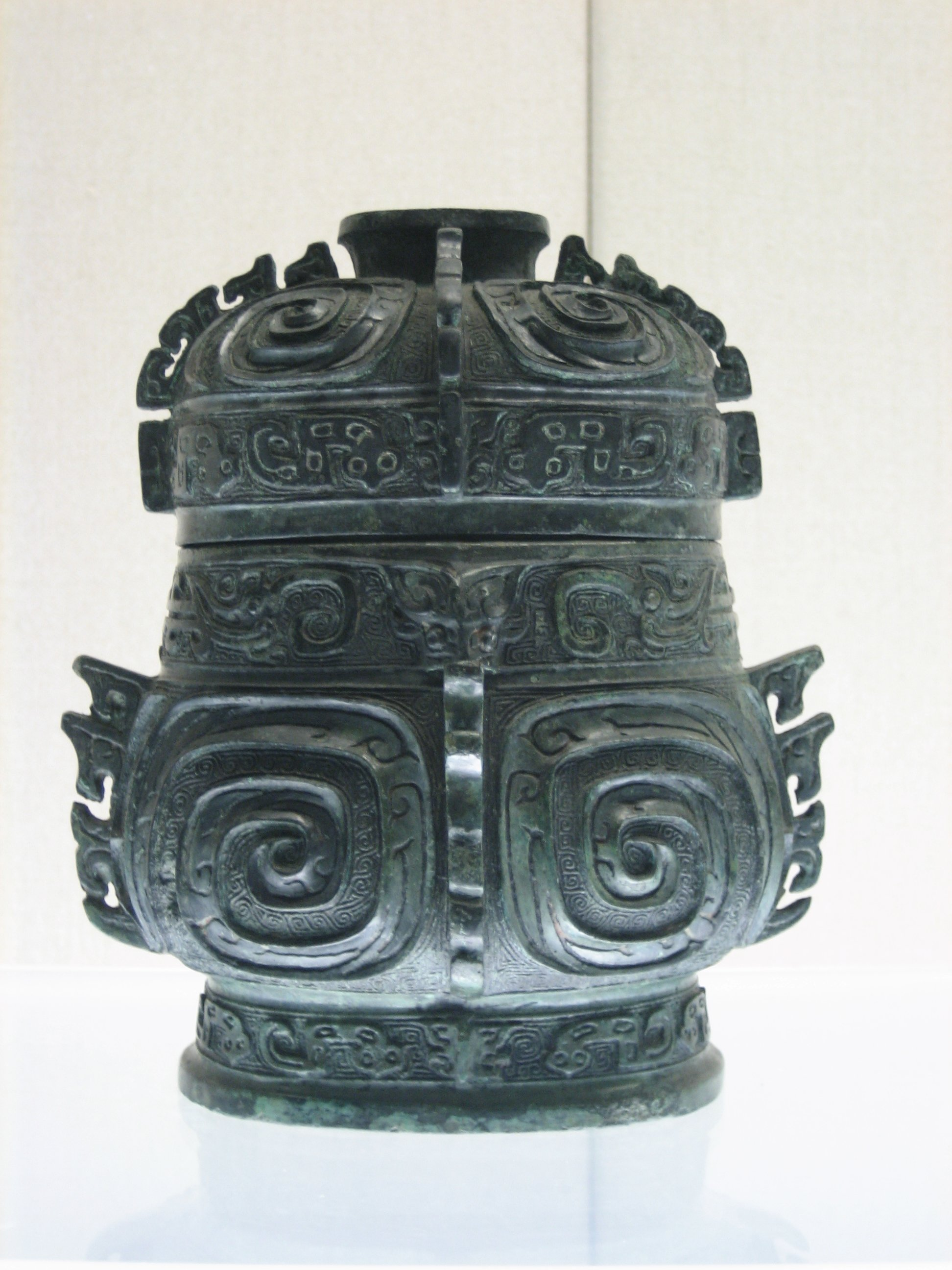
Vaso di bronzo, dinastia Zhou occidentale

Per tenere sotto controllo il territorio conquistato, i re Zhou avevano ceduto la terra a parenti e sostenitori fedeli. Secondo la storiografia tarda vennero scelti in questo modo 71 principi, 53 dei quali erano diretti parenti del re. Poiché il centro degli Zhou era nell'ovest del paese, ai principi particolarmente affidabili vennero assegnati feudi nell'Est del paese. La capitale più settentrionale di queste suddivisioni territoriali era nei pressi dell'attuale Pechino. Lo stato più meridionale controllava il corso medio dello Yang Tze Kiang. I principi dal canto loro cedevano la terra alla bassa nobiltà. Questo sistema veniva proseguito attraverso i livelli di nobiltà. La terra non poteva venire ceduta o ridistribuita senza il permesso del signore feudale di rango superiore. I contadini che lavoravano in queste suddivisioni territoriali erano legati alla terra e venivano ceduti assieme al feudo del quale facevano parte.
Nel primo periodo della dinastia Zhou, il legame dei principi col re era forte, ed il re esercitava la sua autorità regolando la quantità di terra che i feudatari potevano possedere, la grandezza e la forza degli eserciti che questi erano tenuti a mantenere e a mettere a disposizione del re. In caso di guerra, il re assumeva il comando di tutti gli eserciti.
La dinastia Zhou creò un sistema amministrativo complesso. Come avveniva per la proprietà dei feudi, però, anche le cariche dei funzionari erano per lo più trasmesse per via ereditaria.
L'economia della Cina sotto la dinastia Zhou era basata soprattutto sull'agricoltura. Il sistema feudale fece nascere le prime forme di coltivazioni intensive. Anche i primi progetti di ingegneria idraulica in Cina furono realizzati sotto la dinastia Zhou, principalmente come ausilio all'agricoltura.
Altro importante settore dell'economia era l'artigianato, soprattutto la lavorazione del bronzo, sia per usi civili che militari. In questo campo, sotto la dinastia Zhou, gli artigiani cinesi raggiunsero altissimi livelli di maestria.

## I re della dinastia Zhou occidentale
| Nome personale      | Nome postumo           | Anni di regno       | Nome col quale è più noto             |
| ------------------- | ---------------------- | ------------------- | ------------------------------------- |
| Ji Fa 姬發          | Wuwang 武王            | 1046 a.C.-1043 a.C. | Zhou Wuwang (Re Wu di Zhou)           |
| Ji Song 姬誦        | Chengwang 成王         | 1042 a.C.-1021 a.C. | Zhou Chengwang (Re Cheng di Zhou)     |
| Ji Zhao 姬釗        | Kangwang 康王          | 1020 a.C.-996 a.C.  | Zhou Kangwang (Re Kang di Zhou)       |
| Ji Xia 姬瑕         | Zhaowang 昭王          | 995 a.C.-977 a.C.   | Zhou Zhaowang (Re Zhao di Zhou)       |
| Ji Man 姬滿         | Muwang 穆王            | 976 a.C.-922 a.C.   | Zhou Muwang (Re Mu di Zhou)           |
| Ji Yihu 姬繄扈      | Gongwang 共王/龔王     | 922 a.C.-900 a.C.   | Zhou Gongwang (Re Gong di Zhou)       |
| Ji Jian 姬囏        | Yiwang 懿王            | 899 a.C.-892 a.C.   | Zhou Yiwang (Re Yi di Zhou (Ji Jian)) |
| Ji Pifang 姬辟方    | Xiaowang 孝王          | 891 a.C.-886 a.C.   | Zhou Xiaowang (Re Xiao di Zhou)       |
| Ji Xie 姬燮         | Yiwang 夷王            | 885 a.C.-878 a.C.   | Zhou Yiwang (Re Yi di Zhou (Ji Xie))  |
| Ji Hu 姬胡          | Liwang 厲王/剌王       | 877 a.C.-841 a.C.   | Zhou Liwang (Re Li di Zhou)           |
|                     | Gonghe (reggenza) 共和 | 841 a.C.-828 a.C.   | Gonghe                                |
| Ji Jing 姬靜        | Xuanwang 宣王          | 827 a.C.-782 a.C.   | Zhou Xuanwang (Re Xuan di Zhou)       |
| Ji Gongsheng 姬宮湦 | Youwang 幽王           | 781 a.C.-771 a.C.   | Zhou Youwang (Re You di Zhou)         |